# 16e régiment d'infanterie (France)
Pour les articles homonymes, voir 16e régiment.
Le 16e régiment d'infanterie (16e RI) est un régiment d'infanterie de l'Armée de terre française créé sous la Révolution à partir du régiment d'Agénois, un régiment français d'Ancien Régime.

## Création et différentes dénominations
- 1er janvier 1791 : tous les régiments prennent un nom composé du nom de leur arme avec un numéro d’ordre donné selon leur ancienneté. Le régiment d'Agénois devient le 16e régiment d'infanterie de ligne ci-devant Agénois.
- 1793 : amalgamé, il prend le nom de 16e demi-brigade de première formation
- 1796 : création de la 16e demi-brigade de deuxième formation
- 1803 : renommé 16e régiment d'infanterie de ligne
- 16 juillet 1815 : comme l'ensemble de l'armée napoléonienne, il est licencié à la Seconde Restauration
- 11 août 1815 : création de la légion du Gard
- 1820 : la légion du Gard est amalgamée et renommée 16e régiment d'infanterie de ligne.
- 1882 : renommé 16e régiment d'infanterie
- 1914 : à la mobilisation, il donne naissance au 216e régiment d'infanterie
- 1924 : dissolution
- 1939 : formation de la 16e demi-brigade alpine de forteresse
- 22 juin 1940 : dissolution

## Chefs de corps
- 25 juillet 1791 : Pierre Louis de Blottefière (*)
- 26 octobre 1792 : Jacques Hyacinthe Leblanc de La Courbe
- 1795 : chef de brigade Rémy Grillot (*)
- 1796 : chef de brigade Balthazard Grandjean (*)
- 1797 : chef de brigade Eustache Beltz
- 1800 : chef de brigade Jean-Joseph Mabiez de Rouville (colonel en 1803)
- 1807 : colonel Jacques-Barthélémy Marin (*)
- 1809 : colonel Latour
- 1809 : colonel Pierre César Gudin des Bardelières (*)
- 1812 : colonel Pierre Louis Lamotte
- 27 juillet 1814 - juillet 1815 : colonel Augustin Pons
- 1815 : colonel de Tschudy
- 1817 : colonel de Bruc
- 1819 : colonel d'Alvymare
- 1824 : colonel de Mesgrigny
- 1826 : colonel Laurent Vincent Victor Amédée Frédéric Eugène comte Borgarelli d'Ison[1]
- 1832 : colonel de Rostolan
- 1839 : colonel François
- 1842 : colonel Van Heddeghem
- 1848 : colonel Bosquet
- 1850 : colonel Titard
- 1855 : colonel Léonce Rodolphe de Chargère
- 1866 : colonel Marie René Philippe Rebilliard
- 1870 : colonel Antoine Victor Jacob de La Cottière[2]
- 1870 : colonel Jean Pierre Martial Ritter
- 1871 : colonel Leclaire
- 1871 : colonel Behague
- 1877 : colonel Théodore Emmanuel Panier des Touches[3]
- 1878 : colonel Thomas
- 1887 : colonel Léon Frédéric Hubert Metzinger (**)
- 1890 : colonel Loubet
- 1895 : colonel Monthaulon
- 1899 : colonel Mounier
- 20 juin 1911 - 8 septembre 1914 : colonel Horace Fernand Achille Pentel
- ?? -1923 : colonel Léon Jean-Baptiste Clerc

(*) Officier qui devint par la suite général de brigade.

(**) Officier qui devint par la suite général de division.
Colonels tués ou blessé alors qu'il commandait le 16e RIL :
- Colonel Gudin : blessé le 6 juillet 1809 et le 25 octobre 1811

Officiers tués ou blessés alors qu'ils servaient au 16e RIL durant la période 1804-1815 :
- Officiers tués : 35
- Officiers mort des suites de leurs blessures : 11
- Officiers blessés : 126

## Historique des garnisons, combats et batailles du16eRI

### 16erégiment d'infanterie de ligneci-devant Agénois (1791-1793)
L'ordonnance du 1er janvier 1791 fait disparaître les diverses dénominations, et les corps d'infanterie ne sont désormais plus désignés que par le numéro du rang qu'ils occupaient entre eux. Ainsi, 101 régiments sont renommés. Les régiments sont toutefois largement désignés avec le terme ci-devant, comme 16e régiment d'infanterie ci-devant Agénois.
Chaque régiment n'eut plus qu'un drapeau aux couleurs rouge, blanc et bleu, ayant d'un côté cette inscription : Obéissance à la Loi et de l'autre le numéro du régiment et les noms des actions éclatantes où il s'était trouvé.

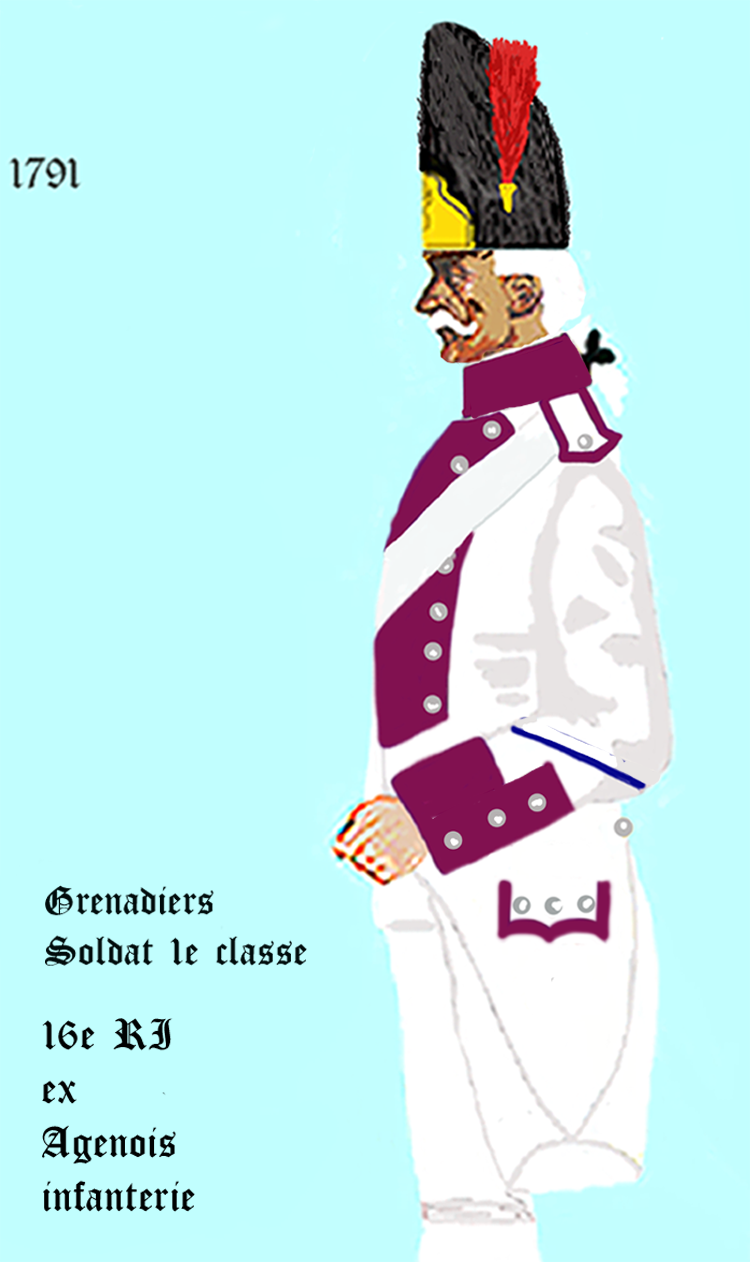
Uniforme de grenadier du 16e régiment d’infanterie de ligne de 1791 à 1794.
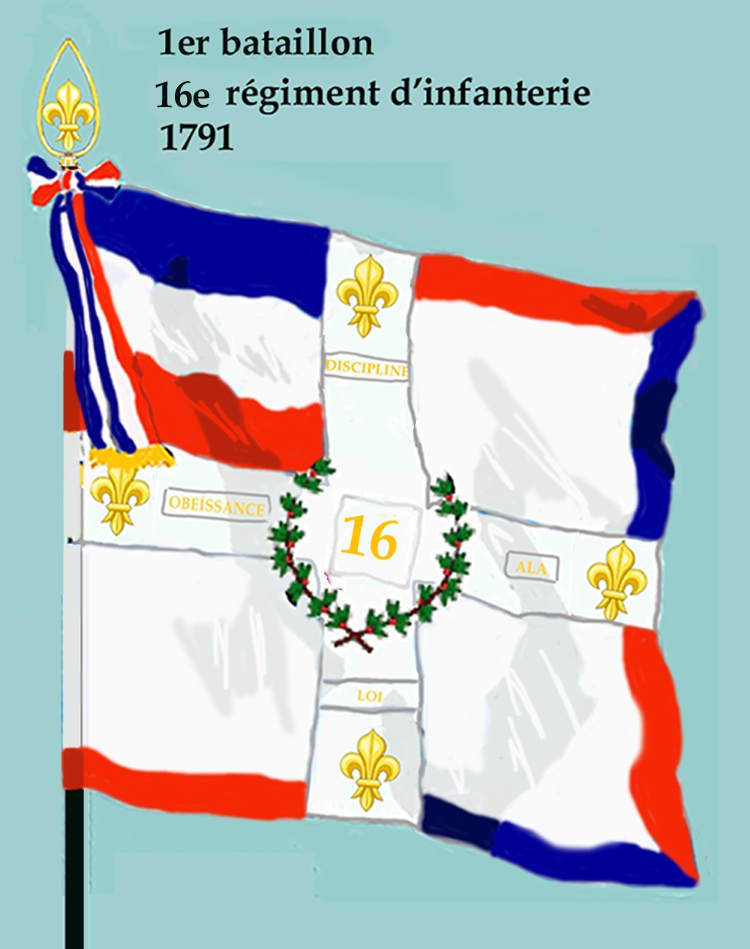
Drapeau du 1er bataillon de 1791 à 1793.
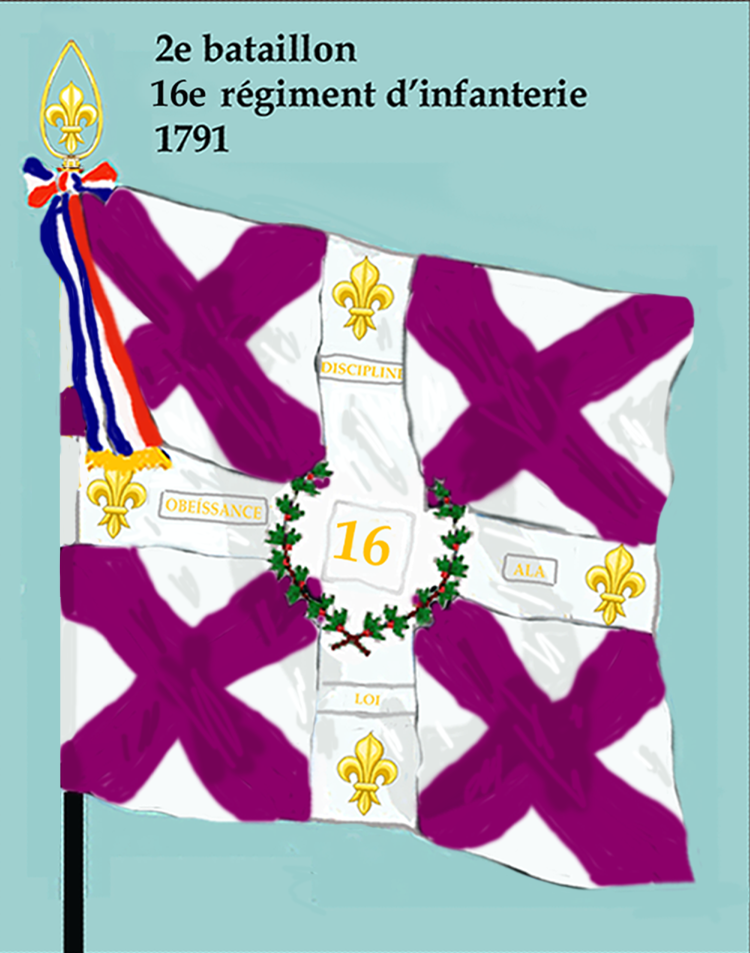
Drapeau du 2e bataillon de 1791 à 1793.

#### Guerres de la Révolution et de l'Empire
1er bataillon
Cette même année le 1er bataillon occupe les postes du Château Trompette et de Blaye, avant d'être dirigé sur Tours, puis sur Épernay en juillet 1792. Au mois d'octobre, après la bataille de Valmy, il rallie l'armée de Kellermann et passe plus tard à l'armée du Nord.
Il prend part à la conquête de la Belgique, dont le siège de Namur, qu'il occupe quelque temps puis au siège et capture de Furnes et se distingue, le 26 février 1793, au siège de Maastricht, le 18 mars à la bataille de Neerwinden. Pendant la campagne de Flandre de la guerre de la Première Coalition, il revint sur la frontière, combat devant Valenciennes les 12 avril et 23 mai, participe à la défense de Dunkerque et à la victoire de Hondscoote au mois de septembre, avant de se trouver le 17 novembre au combat de Poperinge.

Le 10 juin 1794, lors du premier amalgame le 1er bataillon du 16e régiment d'infanterie (ci-devant Agénois) est amalgamé avec le 1er bataillon de volontaires d'Ille-et-Vilaine et le 2e bataillon de volontaires d'Ille-et-Vilaine pour former la 31e demi-brigade de première formation.
2e bataillon
Au mois de juin 1791, le 2e bataillon partit pour Saint-Domingue, d'où il ne revint qu'en 1794 que trois officiers et vingt-trois hommes. Le bataillon ne fut jamais amalgamé.

### 16edemi-brigade de première formation(1793-1796)

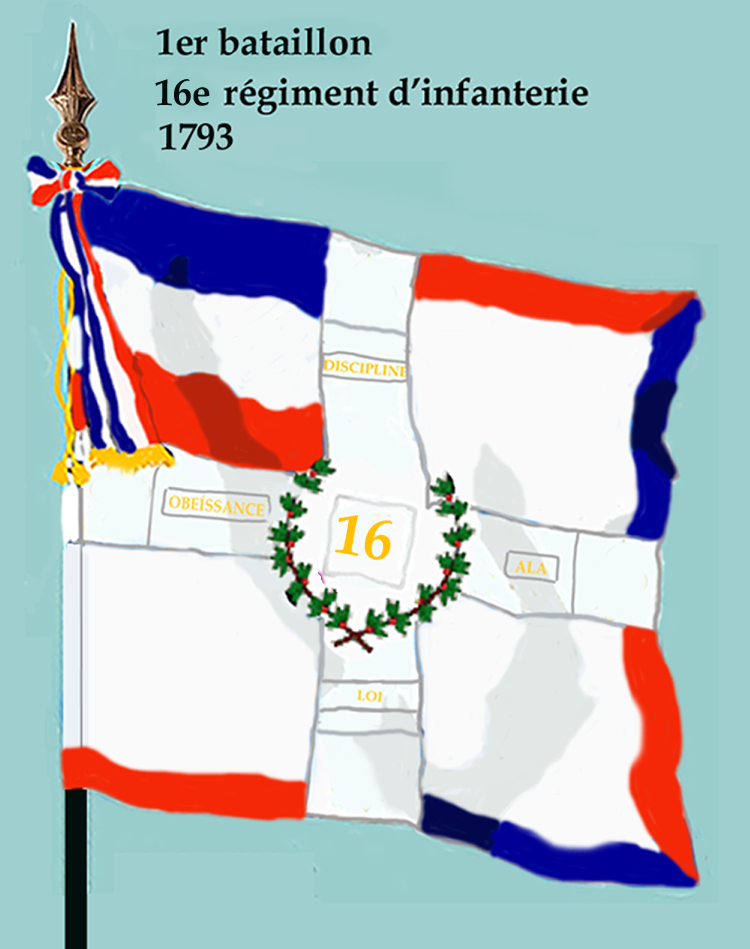
Drapeau du 1er bataillon de 1793 à 1794.
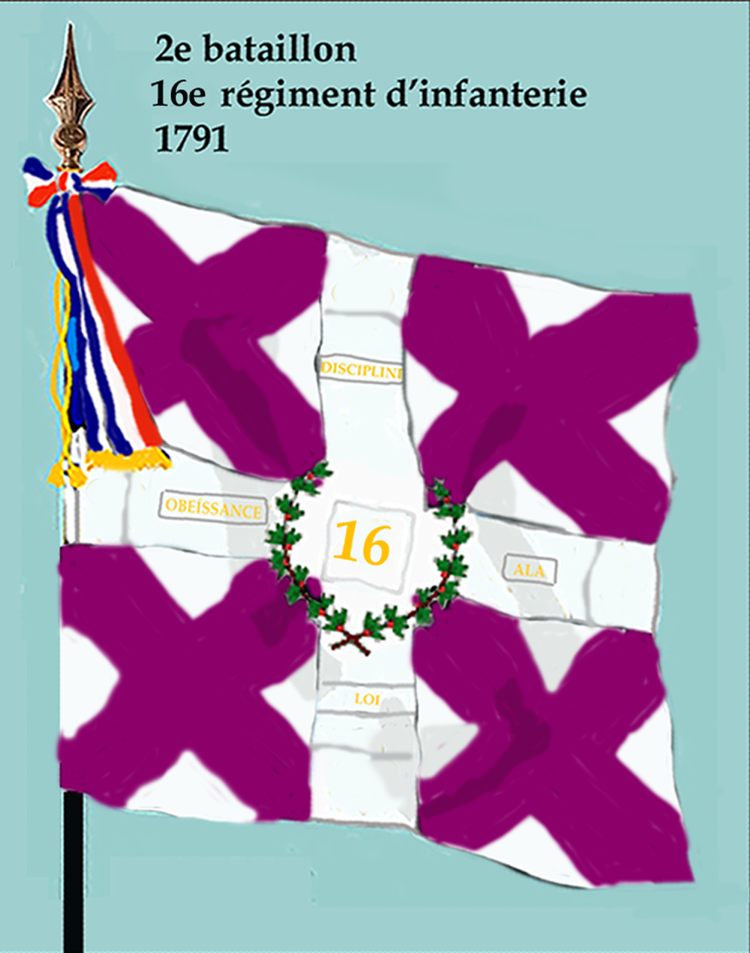
Drapeau du 2e bataillon de 1793 à 1794.

#### Guerres de la Révolution et de l'Empire
En 1793, lors du premier amalgame la 16e demi-brigade de première formation est formée  avec les :
- 2e bataillon du 8e régiment d'infanterie (ci-devant Austrasie)
- 2e bataillon de volontaires de la Haute-Marne
- 3e bataillon de volontaires du Cantal

En 1794 affecté à l'armée du Nord il combat à Boeschequepe, au siège et capture de Menin, à la bataille de Tourcoing, au siège de Ypres et l'île de Casandra.
Lors du second amalgame, elle est incorporée dans la 26e demi-brigade de deuxième formation.

### 16edemi-brigade de deuxième formation(1796-1803)

#### Guerres de la Révolution et de l'Empire
La 16e demi-brigade de deuxième formation est formée le 1er ventôse an IV (20 février 1796) par l'amalgame des :
- 110e demi-brigade de première formation( 2e bataillon du 55e régiment d'infanterie (ci-devant Condé), 7e bataillon de volontaires de la Meurthe et 8e bataillon de volontaires de la Meurthe )
- 2e et 3e bataillon de la demi-brigade de l'Yonne ( 2e bataillon de volontaires de l'Yonne, 21e bataillon de volontaires des réserves, 7e bataillon de volontaires du Nord également appelé dit 2e bataillon de Cambrai)

La 16e demi-brigade, fait les campagnes de l'an IV (1796) et de l'an V (1797) à l'armée de Sambre-et-Meuse et combat, en 1796 à Wetzlar (en), Bamberg, Forcheim, Neukirchen, Köfering durant le combat d'Amberg et Wurtzbourg puis en 1797 à  Giessen et Neuwied.
Elle fait celle de l'an VI (1798) aux armées de Sambre-et-Meuse, d'Allemagne et de l'Ouest, celle de l'an VII (1799) aux armées de l'Ouest, du Danube et du Rhin ou il combat à Offenbourg.
Un noyau de la 16e demi-brigade de deuxième formation sera utilisé pour former, à Rouen le 25 nivôse an VII (14 janvier 1799), la 65e demi-brigade de deuxième formation.
Il fait les campagnes de l'an VIII (1800) et de l'an IX (1801) à l'armée du Rhin et participe aux batailles de Stockach, d'Engen, Biberach, Erbach, Ampfing et Hohenlinden.

### 16erégiment d'infanterie de ligne(1803-1815)

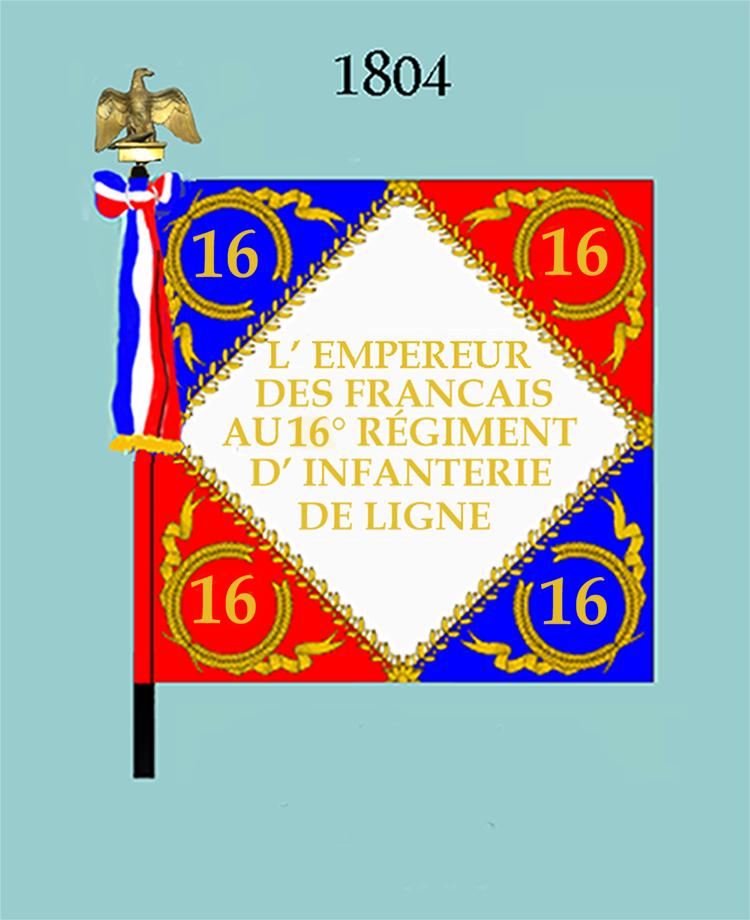
Drapeau du 1er bataillon de 1804 à 1812 (avers).
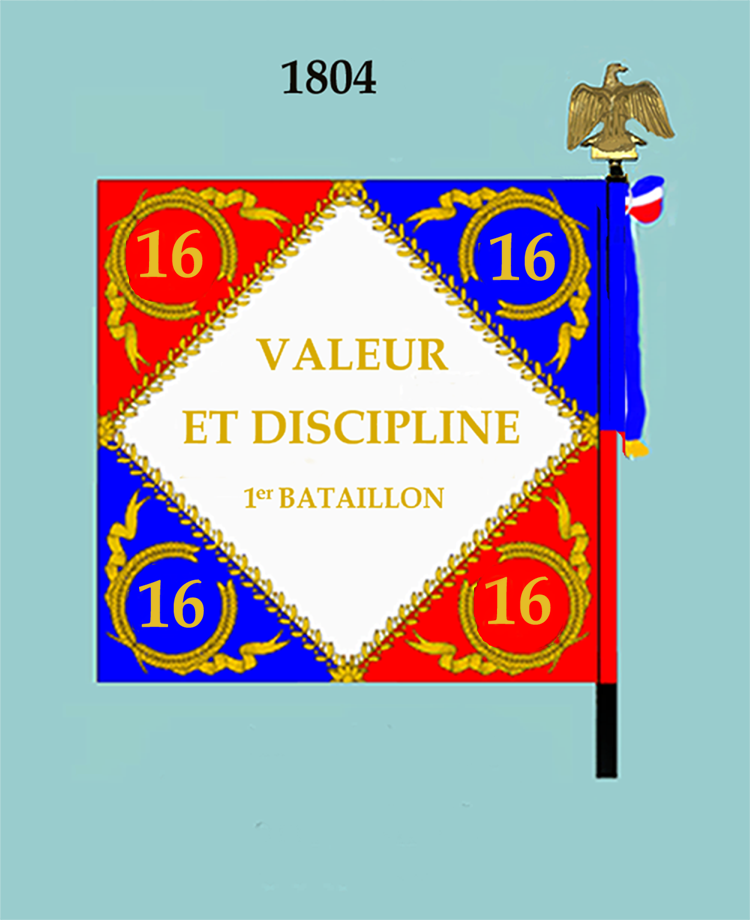
Drapeau du 1er bataillon de 1804 à 1812 (revers).

#### Guerres de la Révolution et de l'Empire
Par décret du  1er vendémiaire an XII (24 septembre 1803), le Premier Consul prescrit une nouvelle réorganisation de l'armée française. Il est essentiel de faire remarquer, pour faire comprendre comment, souvent le même régiment avait en même temps des bataillons en Allemagne, en Espagne et en Portugal, ou dans d'autres pays de l'Europe, que, depuis 1808, quelques régiments comptaient jusqu'à 6 bataillons disséminés, par un ou par deux, dans des garnisons lointaines et dans les diverses armées mises sur pied depuis cette date jusqu'en 1815.

Ainsi, le 16e régiment d'infanterie de ligne est formé à 3 bataillons avec la 1er, 2e et 3e bataillons de la 16e demi-brigade de deuxième formation.
Le 16e régiment d'infanterie de ligne, fait la campagne de l'an XII (1804) à l'armée d'Italie en garnison à Alexandrie.
En l'an XIII (1805), XIV (1805) et 1806, il est embarqué sur l'escadre à Toulon  et participe à la bataille de Trafalgar.
En 1807 il est à l'armée d'Italie et au corps d'observation de la Grande Armée.
En 1808 le 16e est au 4e corps de la Grande Armée et au corps d'observation des Pyrénées-Occidentales, 
En 1809 au 4e corps de l'armée d'Allemagne, au corps d'observation de la Hollande et se trouve engagé durant la campagne d'Allemagne et d'Autriche dans les combats et batailles de Neumarkt, d'Ebersberg, d'Aspern-Essling, de Wagram et de Znaïm
En 1810, 1811, 1812, 1813 il est au 7e corps de l'armée d'Espagne, à l'armée de Catalogne et d'Aragon, Siège de Roses et Gérone, Capture du fort Olivio, Siège de Tarragone et Montserrat en 1810, Siège de Sagonte, bataille de Sagonte, sièges de Valence, d'Alicante et de Saint-Felipe, siège et prise de Tarragone 28 juin 1811 et bataille de Vitoria (21 juin 1813) durant laquelle le Colonel Borgarelli d'Ison est blessé et fait prisonnier par les troupes alliées commandées par Wellington. Soigné au lazaret de Bilbao, il s'en évade avec deux autres officiers, vole une barque, et rallie à la rame le territoire français.

Une partie du régiment participe à la campagne d'Allemagne qui se trouve engagé dans les batailles de Lützen, de Bautzen, de Wurschen, de Dresde et de Leipzig.

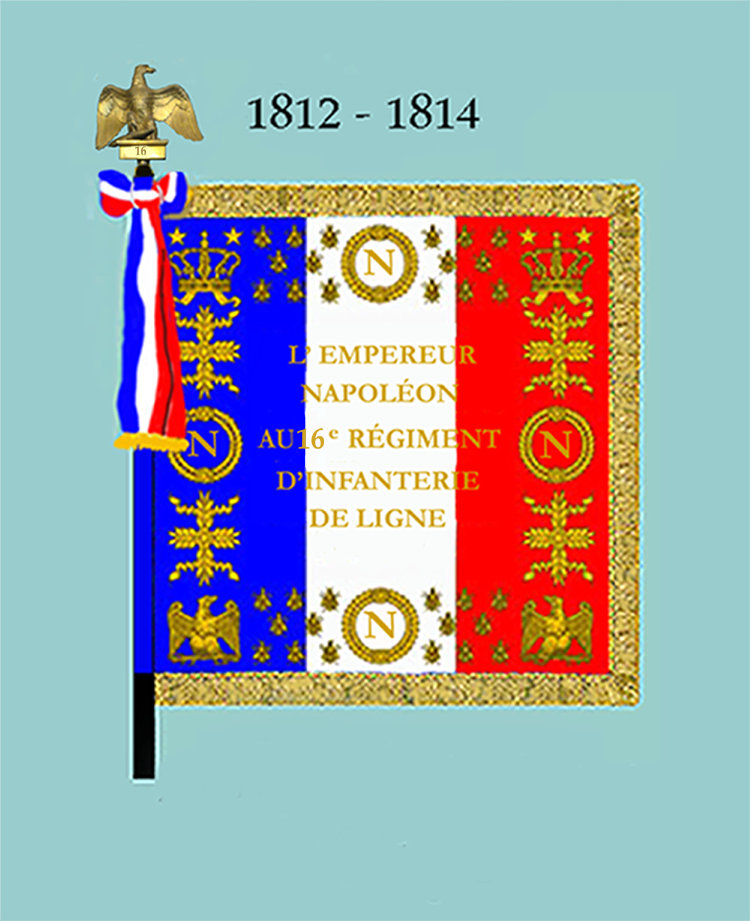
Drapeau modèle de 1812 à 1814 (avers).
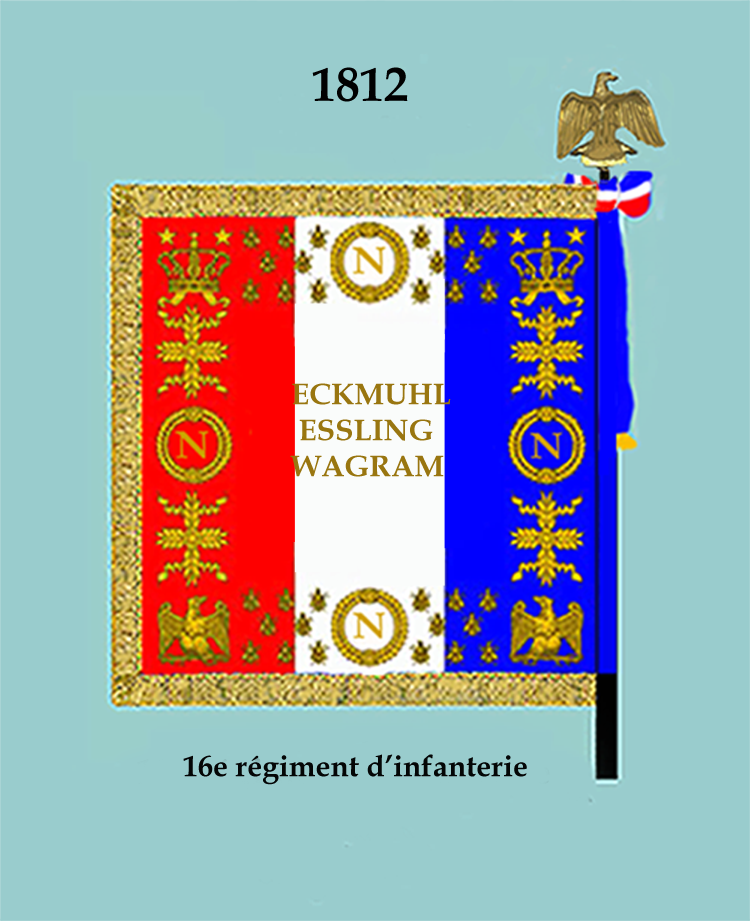
Drapeau modèle de 1812 à 1814 (revers).

En 1814  affecté au 6e corps de la Grande Armée, il se trouve sous Lyon, à l'armée d'Italie et à l'armée de réserve du Midi. Il est ensuite engagé, durant la campagne de France dans les batailles de La Rothière, de Vauchamps ( 14 février 1814), de La Fère-Champenoise et la bataille de Paris.
Après l'exil de Napoléon Ier à l'île d'Elbe, l'ordonnance royale du 12 mai 1814 qui réorganise les corps de l'armée française permet, le 27 juillet 1814, l'incorporation des débris du 145e régiment d'infanterie de ligne dans le 16e régiment d'infanterie de ligne.
En 1815, durant les Cent Jours, il est au 9e corps de la Grande Armée.

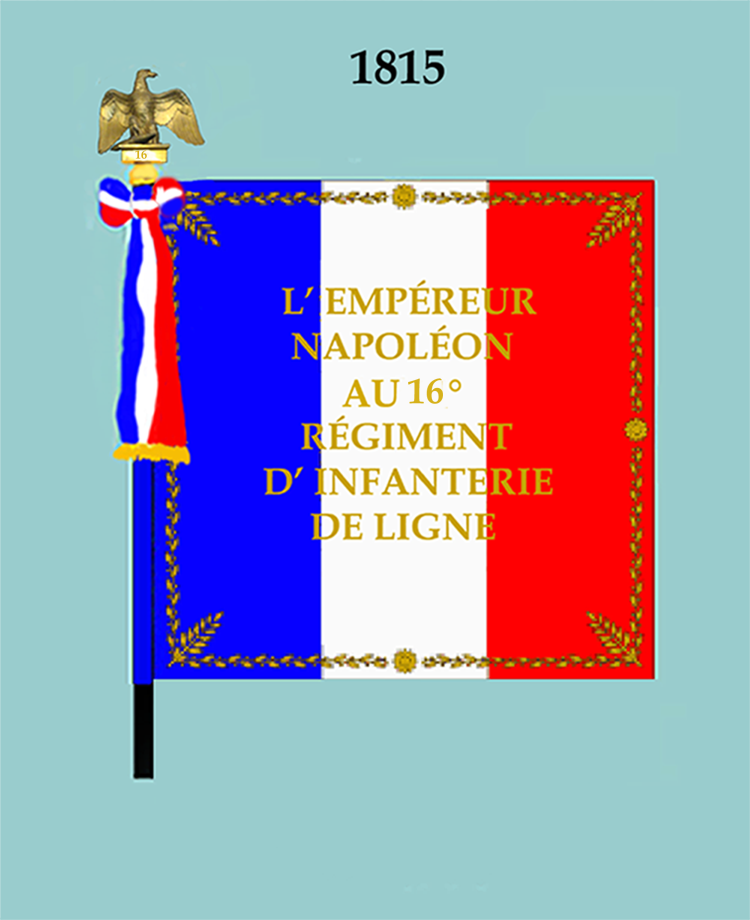
Drapeau modèle de 1815 (avers).
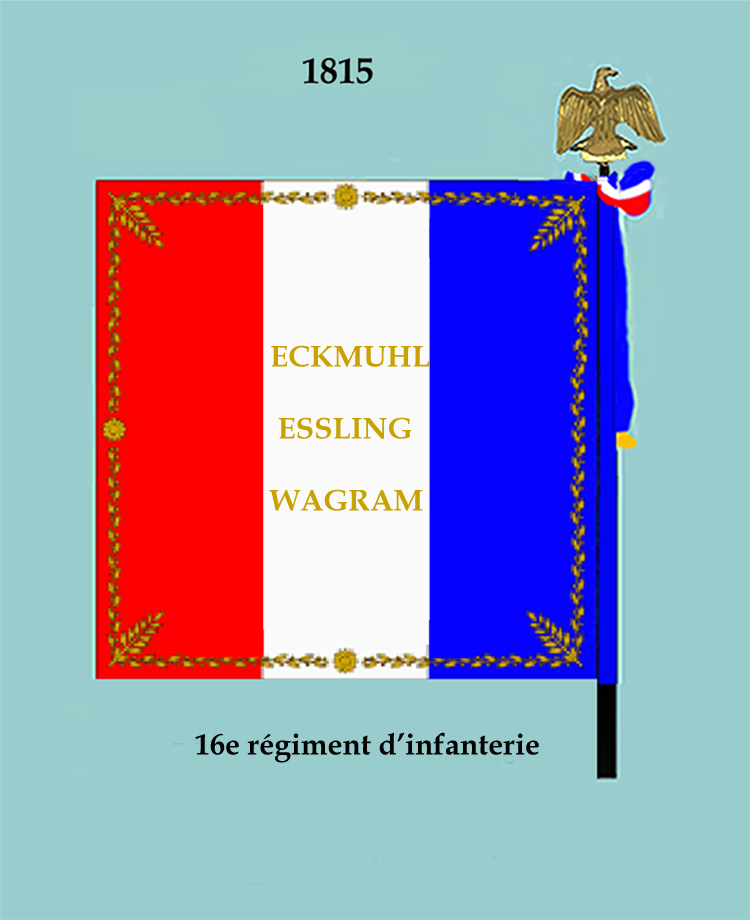
Drapeau modèle de 1815 (revers).

Après la seconde abdication de l'Empereur, Louis XVIII réorganise de l'armée de manière à rompre avec l'héritage politico-militaire du Premier Empire.
A cet effet une ordonnance du 16 juillet 1815 licencie l'ensemble des unités militaires françaises.

### Légion du Gard (1815-1820)
Par ordonnance du 11 août 1815, Louis XVIII crée les légions départementales. La Légion du Gard, qui deviendra le 16e régiment d'infanterie de ligne en 1820, est créée avec le fonds du 11e régiment d'infanterie de l'Empire.

### 16erégiment d'infanterie de ligne(1820-1882)
En 1820 une ordonnance royale de Louis XVIII réorganise les corps de l'armée française en transformant les légions départementales régiments d'infanterie de ligne. Ainsi, le 16e régiment d'infanterie de ligne est formé, à Grenoble, avec les 3 bataillons de la légion du Gard.

#### 1820 à 1852
Le 16e régiment d'infanterie de ligne fait la campagne de 1823 au 5e corps de l'armée d'Espagne.

De 1824 à 1828, il fait partie du corps d'occupation d'Espagne et se distingue à l'affaire de Jorba et aux combats sous Tarragone, les 23 et 28 juillet 1825.

De 1828 à 1833, il participe à l’expédition de Morée pour soutenir les insurgés grecs lors de la guerre d'indépendance grecque et fait partie des troupes d'occupation de la ville et de la citadelle de Navarin en 1828.

En 1828-1829, le 16e régiment d'infanterie de ligne, affecté à la première brigade, qui était commandé par le Colonel comte Borgarelli d'Ison était constitué, outre le colonel, de 58 officiers, 1 264 hommes de troupe, et comptait, 7 chevaux d'officiers et 13 chevaux de trait.
Une ordonnance du 18 septembre 1830 créé le 4e bataillon et porte le régiment, complet, à 3 000 hommes.
En juin 1832, il participe à la répression de l'insurrection républicaine à Paris
De 1845 à 1850, le régiment est en Algérie ou il participe à la prise de Zaatcha.

#### Second Empire
De 1852 à 1870, le régiment n'est pas présent sur les champs de batailles de Crimée de 1853 à 1856, d'Italie en 1859, et du Mexique de 1861 à 1867, mais il fournit des volontaires pour les corps expéditionnaires. 
En 1852, le régiment, réuni, tient garnison à Bordeaux puis il envoie le 2e bataillon à Paris et le 3e bataillon à Condé.
En septembre 1855, 615 hommes du régiment sont incorporés dans les 20e, 31e, 39e et 94e régiments d'infanterie de ligne partant pour la Crimée.
Le 1er mai 1856, une ordonnance ministérielle supprime les 4e bataillons et reforme les régiments à 3 bataillons.
En 1858 le 16e de ligne est en garnison à Dunkerque, Bergues et Gravelines puis le 2e bataillon quitte Dunkerque pour tenir garnison à Lille. 
Le 19 avril 1859, l'infanterie subit une réorganisation et le régiment procède à la formation de 3 bataillons actifs à 6 compagnies, dont 2 d'élite et un bataillon de dépôt, formé par les 5e et 6e compagnies de fusiliers supprimées dans les bataillons. Par décret du 2 mai 1859 le 16e régiment d'infanterie fournit une compagnie pour concourir former le 102e régiment d'infanterie de ligne qui s'organisait à Besançon.
En 1866, le 16e régiment d'infanterie de ligne quitte Lyon pour Saint-Étienne, puis revient à Lyon. .
Guerre franco-prussienne de 1870
- Le 7 octobre 1870, le régiment reçoit le renfort de la 2e compagnie de dépôt du 26e régiment d'infanterie de ligne (1 officier et 216 hommes)[7]
- Engagé dans l'armée de la Loire  il combat à Coulmiers, Loigny et Orléans, avant de combattre avec l'armée de l'Est à Héricourt.

#### 1871 à 1914
- 23 janvier 1871 reçoit des engagés volontaires pour la durée de la guerre.

Le 27 avril 1881, le 3e bataillon quitte Lyon pour l'Algérie et arrive à Tlemcen le 10 mai pour y tenir garnison. En mai 1883, il embarque à Oran, débarque à Marseille et va tenir garnison à Lyon.
En octobre 1884, le 16e régiment d'infanterie de ligne quitte Saint-Étienne pour aller à Lyon et son dépôt est transféré de Montbrison à Roanne.
En octobre 1887, le 16e régiment d'infanterie de ligne quitte Lyon pour tenir garnison à Saint-Étienne et son dépôt est transféré de Roanne à Montbrison.

### 16erégiment d'infanterie

#### Première Guerre mondiale

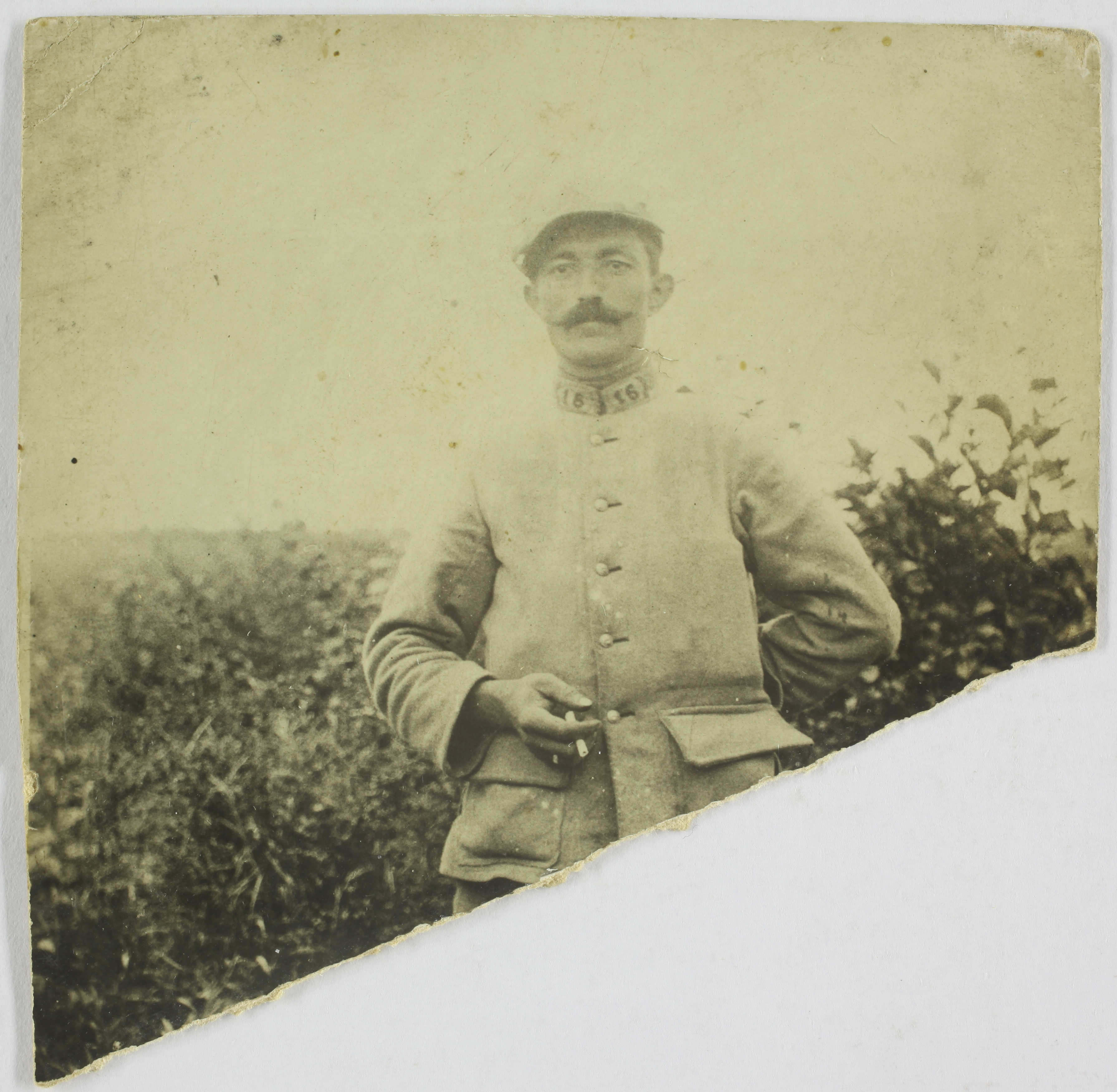
Un soldat du 16e RI en 1916 ou 1917.

- En 1914 : casernement Montbrison, Clermont-Ferrand.

##### Affectation
50e brigade d'infanterie, 25e Division d'Infanterie, 13e corps d'armée d'août 1914 à novembre 1918.

##### 1914
- août : Lorraine, environs de Sarrebourg, combats à Schneckenbusch et Brouderdorf
- septembre :
  - Vosges, Roville-aux-Chênes, Xaffevillers
  - Oise, Ribécourt, Dreslincourt
- octobre à novembre : Picardie, bois des Loges
- novembre 1914 à août 1915 : Oise, secteur de Canny-sur-Matz

##### 1915
- septembre 1915 à janvier 1916 : Oise, ferme d'Antoval

##### 1916
- mars : Verdun, Mort-Homme
- juin à septembre : l'Aisne, Autrêches
- octobre à novembre : la Somme, bois de Chaulnes, bois Kratz

##### 1917
- janvier à mars : Oise, Canny-sur-Matz
- mars : marche sur Saint-Quentin
- avril à juin : tentatives de prendre Saint-Quentin, Rocourt, Oëstres
- août : Verdun, bois d'Avocourt
- septembre à novembre : Argonne, Boureuilles
- décembre 1917 à janvier 1918 : Verdun, Bezonvaux

##### 1918
- février à juin : Argonne
- juillet : 2e bataille de la Marne, Grand-Rozoy
- août à septembre : la Vesle, l'Aisne, Ostel

- Montbrison et Saint-Étienne

#### Entre-deux-guerres

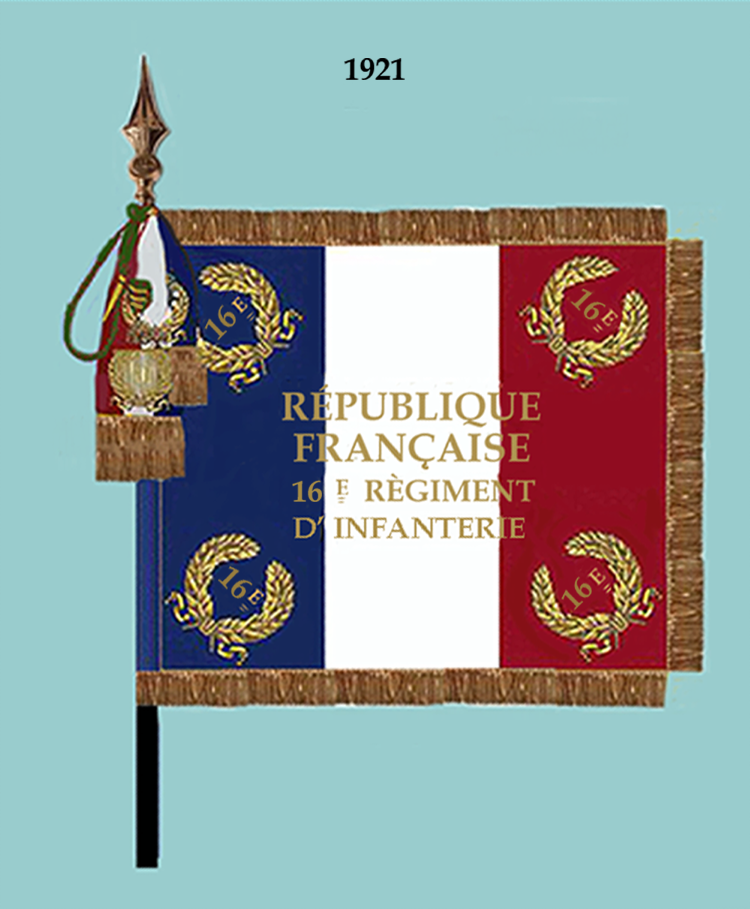
Drapeau du 16e régiment d'infanterie à partir de 1921 (avers).
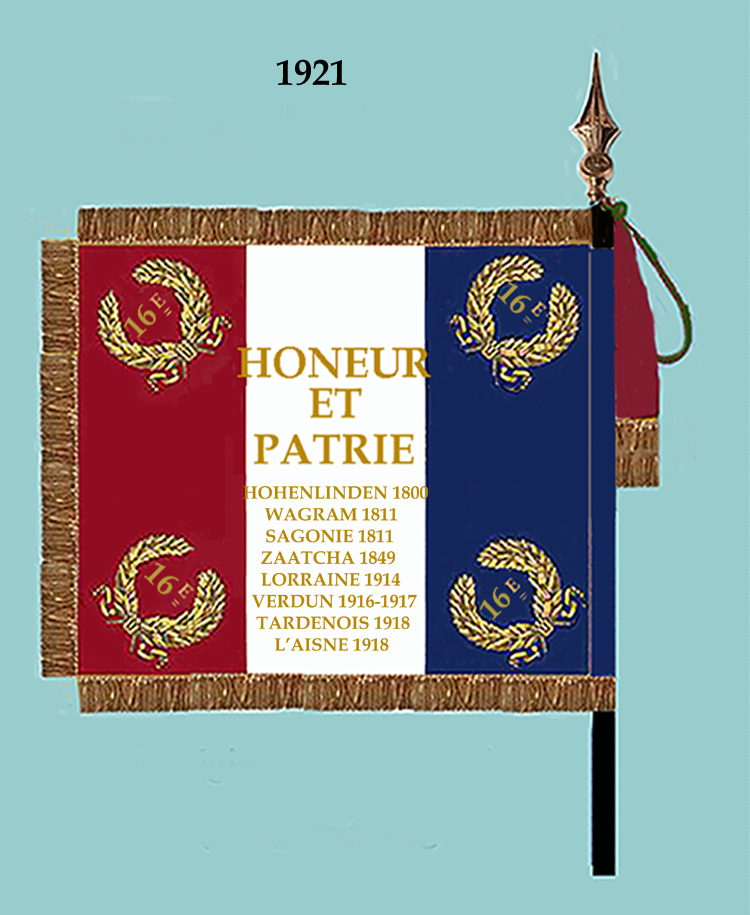
Drapeau du 16e régiment d'infanterie à partir de 1921 (revers).

- 1er janvier 1924 : Dissolution[8]

#### Seconde Guerre mondiale
Le régiment n'est pas recréé pendant la Seconde Guerre mondiale. Son numéro et ses traditions sont reprises par la 16e demi-brigade alpine de forteresse, constituée des 70e et 80e bataillons alpins de forteresse et du 6e bataillon de chasseurs mitrailleurs.

## Drapeau
Il porte, cousues en lettres d'or dans ses plis, les inscriptions suivantes :

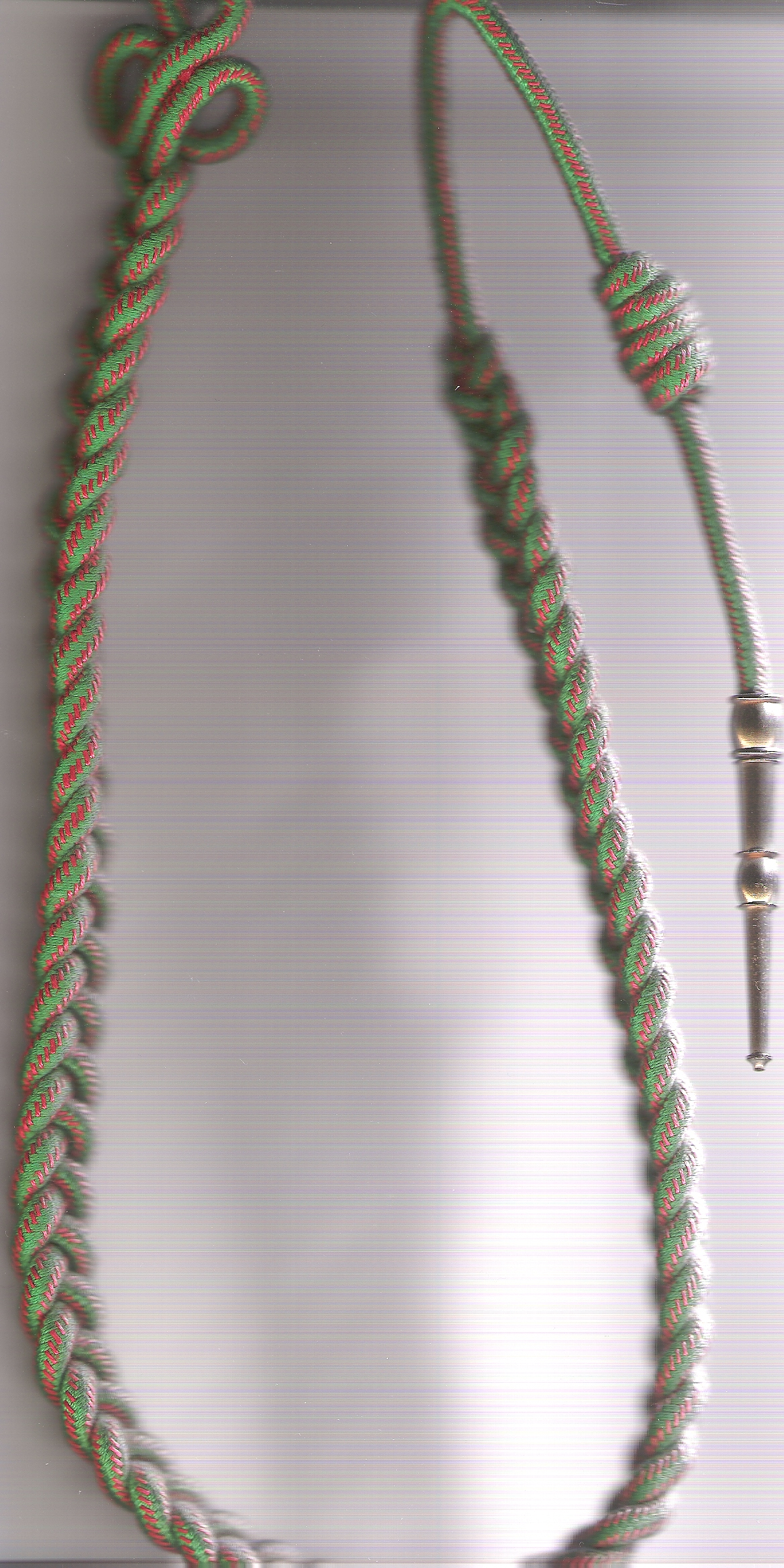
Fourragère aux couleurs de la croix de guerre 1914-1918.

- Hohenlinden 1800
- Wagram 1809
- Sagonte 1811
- Zaatcha 1849
- Lorraine 1914
- Verdun 1916-1917
- Tardenois 1918
- L'Aisne 1918

## Décorations
Sa cravate est décorée de la Croix de guerre 1914-1918 avec trois citations à l'ordre de l'armée.

Il a le droit au port de la fourragère aux couleurs du ruban de la croix de guerre 1914-1918.

## Personnes célèbres ayant servi au16eRI
- Charles Lowenski Fisson Jaubert d'Aubry de Puymorin (1832-1910) alors lieutenant colonel
- Louis Loup Étienne Martin Bougault alors capitaine
- Marcel Déat, officier de réserve en 14/18 - professeur agrégé, membre du SFIO. Lors du front populaire. Partisan de la collaboration, condamné par contumace à la libération mais trouva refuge en Italie. (voir historique du 16e RI.)
- Louis Thomas Gengoult alors soldat puis capitaine à la 16e demi-brigade de deuxième formation
- Rémy Grillot alors soldat à la 16e demi-brigade de première formation
- Pierre François Lacenaire avec lequel il participe à l'expédition de Morée en tant que fusilier.
- François Auguste Logerot (1825-1913), général et ministre de la Guerre, alors chef de bataillon[10].
- Adhémar Passérieu (1841-1909), alors chef de bataillon

## Sources et bibliographie
- French Infantry Regiments and the Colonels who Led Them: 1791 to 1815
- Labayle (Éric) et Bonnaud (Michel), Répertoire des corps de troupes de l’armée française pendant la Grande Guerre, tome 1, L’infanterie métropolitaine Unités d’active, Notices historiques, Éditions Claude Bonnaud, 464 p.
- Serge Andolenko : Recueils d'historiques de l'infanterie française, 2e édition 1969, Eurimprim éditeurs, Paris, Imprimerie de Clairvivre Dordogne, relié 31,5 × 23,5 cm, 413 p.
- Historiques des corps de troupe de l'armée française (1569-1900)
- Aristide Martinien : Tableaux, par corps et par batailles, des officiers tués et blessés pendant les guerres de l'Empire (1805-1815)
- Adrien Pascal : Histoire de l'armée et de tous les régiments volume 4
- Émile Ferdinand Mugnot de Lyden : Nos 144 Régiments de Ligne
- Capitaine M. Poitevin : Historique du 16e régiment d'Infanterie